# Champrougier
Champrougier település Franciaországban, Jura megyében. Lakosainak száma 98 fő (2022. január 1.). Champrougier Biefmorin, Le Chateley, Chemenot, Les Deux-Fays és Foulenay községekkel határos.

## Népesség
A település népességének változása:
| Lakosok száma | 103  | 84   | 99   | 99   | 88   | 92   | 101  | 102  | 104  | 98   |
|               | 1968 | 1982 | 1990 | 2006 | 2013 | 2015 | 2017 | 2019 | 2020 | 2022 |